# لا بريزنتاسيون (كيبك)
لا بريزنتاسيون (بالفرنسية: La Présentation)‏ هي بلدية محلية في كيبيك تقع في كندا في Les Maskoutains Regional County Municipality. يقدر عدد سكانها بـ 2,466 نسمة ومساحتها 94.80 كم2 .